# Деталь альбедо
Дета́ль альбе́до — относительно большая область поверхности небесного тела, отличающаяся от окружающих своей яркостью (точнее — отражательной способностью, альбедо). Детали альбедо могут быть как темнее, так и светлее соседних участков поверхности.
Этот термин, как правило, применяется к объектам, которые на момент обнаружения не могут быть объяснены какими-либо деталями рельефа или геологическими особенностями, поэтому является чисто описательным. По мере развития наблюдательной техники (использование внеземных телескопов или межпланетных космических аппаратов) природа деталей альбедо обычно проясняется, и они получают более точное наименование согласно принципам планетной номенклатуры. 
В настоящее время термин имеет преимущественно историческое значение, однако сохраняется его важность как для описания относительно малоизученных тел Солнечной системы, так и для астрономов-любителей, наблюдающих небесные тела с Земли.
Обычно этот термин относится к деталям, наблюдаемым в видимом свете, и не применяется для небесных тел, окутанных непрозрачной для света атмосферой (таких как планеты-гиганты, на которых видны лишь облака и другие атмосферные явления). Однако он может относиться и к деталям радарного или инфракрасного альбедо, как в случае Титана.

## История

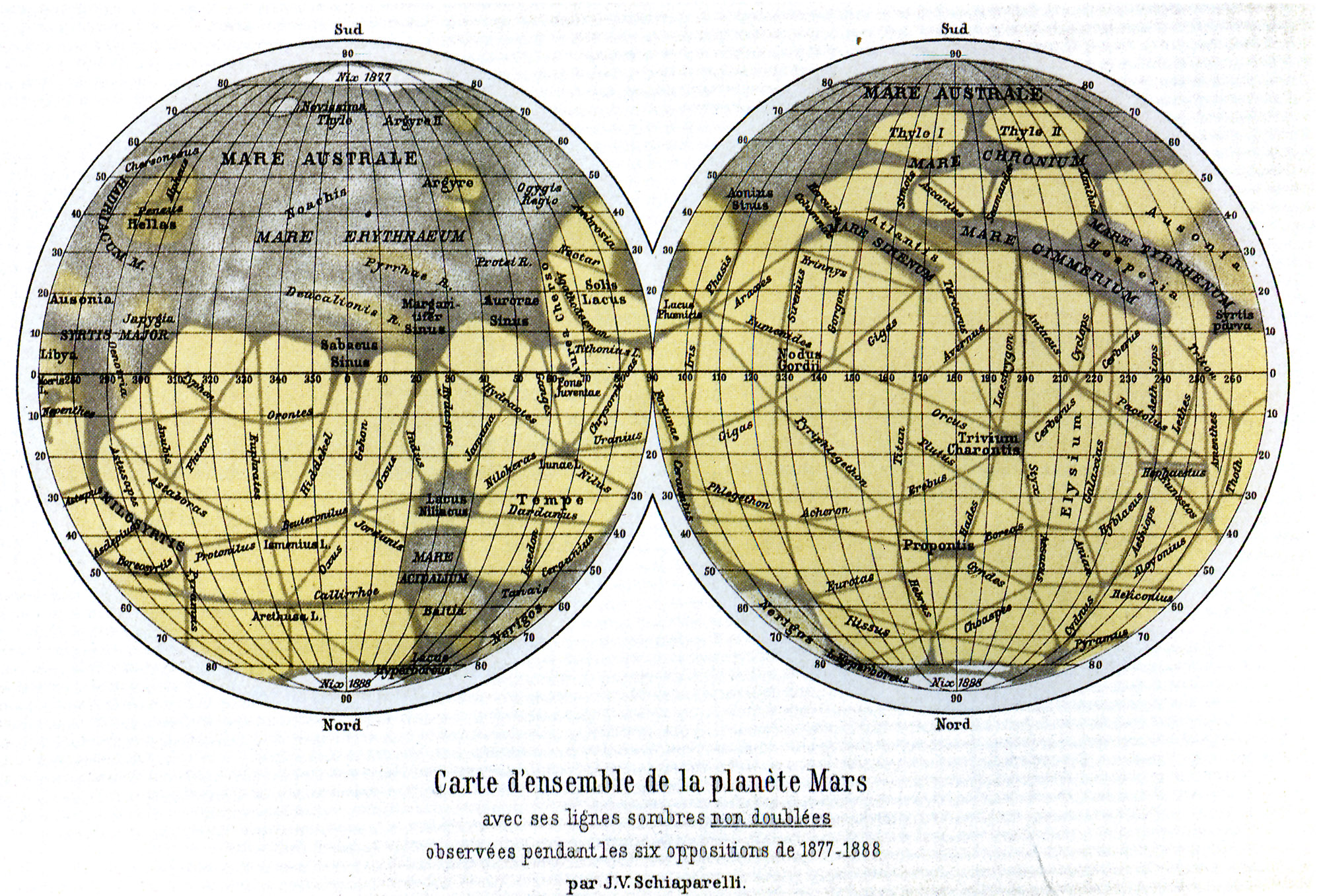
Карта деталей альбедо Марса, составленная Скиапарелли (1888 год)

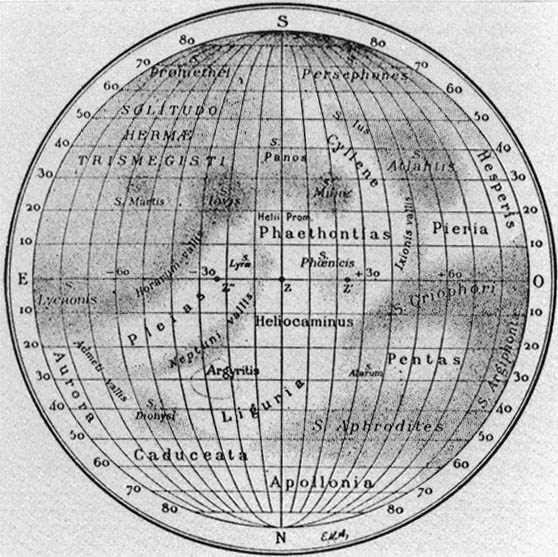
Карта деталей альбедо Меркурия, составленная Антониади (1934 год)

Детали альбедо являются единственными деталями, наблюдаемыми на поверхности Марса и Меркурия при помощи размещённого на Земле телескопа. При наземных наблюдениях этих планет в телескоп детали рельефа поверхности не видны. Классические карты Марса и Меркурия (такие как карты Скиапарелли и Антониади) отображали лишь детали альбедо.
Первой известной деталью альбедо другой планеты является Большой Сирт — тёмная область на Марсе, описанная и схематически зарисованная Гюйгенсом в ноябре 1659 года.
С помощью автоматических межпланетных станций, которые провели съёмку поверхности этих планет, классические детали альбедо позже были изучены и идентифицированы более тщательно.

## Значение в современной астрономии
Для тел Солнечной системы, детально изученных с помощью космических аппаратов (Марс, Меркурий, отдельные спутники планет и астероиды), большинству известных деталей альбедо установлено соответствие с деталями рельефа, в связи с чем традиционное значение этого термина в данном случае потеряло былую актуальность. Термин, однако, продолжает активно применяться в любительской астрономии для обозначения деталей, наблюдаемых в небольшие телескопы.
Для крупных тел Солнечной системы, которые ещё детально не исследовались космическими аппаратами, единственными наблюдаемыми деталями по-прежнему остаются лишь детали альбедо. На их же основании производится предварительное картирование поверхности подобных небесных тел. На таких альбедо-картах обычно отображаются лишь три градации: 1) области с высокими значениями альбедо; 2) области со средними значениями альбедо, которые рассматриваются как фон; 3) области с низкими значениями альбедо. Фотоснимки, используемые для создания подобных карт, обычно выполняются космическим телескопом «Хаббл» или крупными наземными телескопами с использованием адаптивной оптики.